# Bałdzki Piec
Bałdzki Piec (deutsch Baldenofen) ist ein kleines Dorf in der polnischen Woiwodschaft Ermland-Masuren. Es gehört zur Gmina [[Gmina 
Purda|Purda]] (Landgemeinde Groß Purden) im Powiat Olsztyński (Kreis Allenstein).

## Geographische Lage
Bałdzki Piec liegt am Nordwestufer des Großen Jagdsees (polnisch Jezioro Łowne Duże) in der südwestlichen Mitte der Woiwodschaft Ermland-Masuren, 30 Kilometer nordöstlich der früheren Kreisstadt Neidenburg (polnisch Nidzica) bzw. 22 Kilometer südöstlich der jetzigen Kreismetropole Olsztyn (deutsch Allenstein).

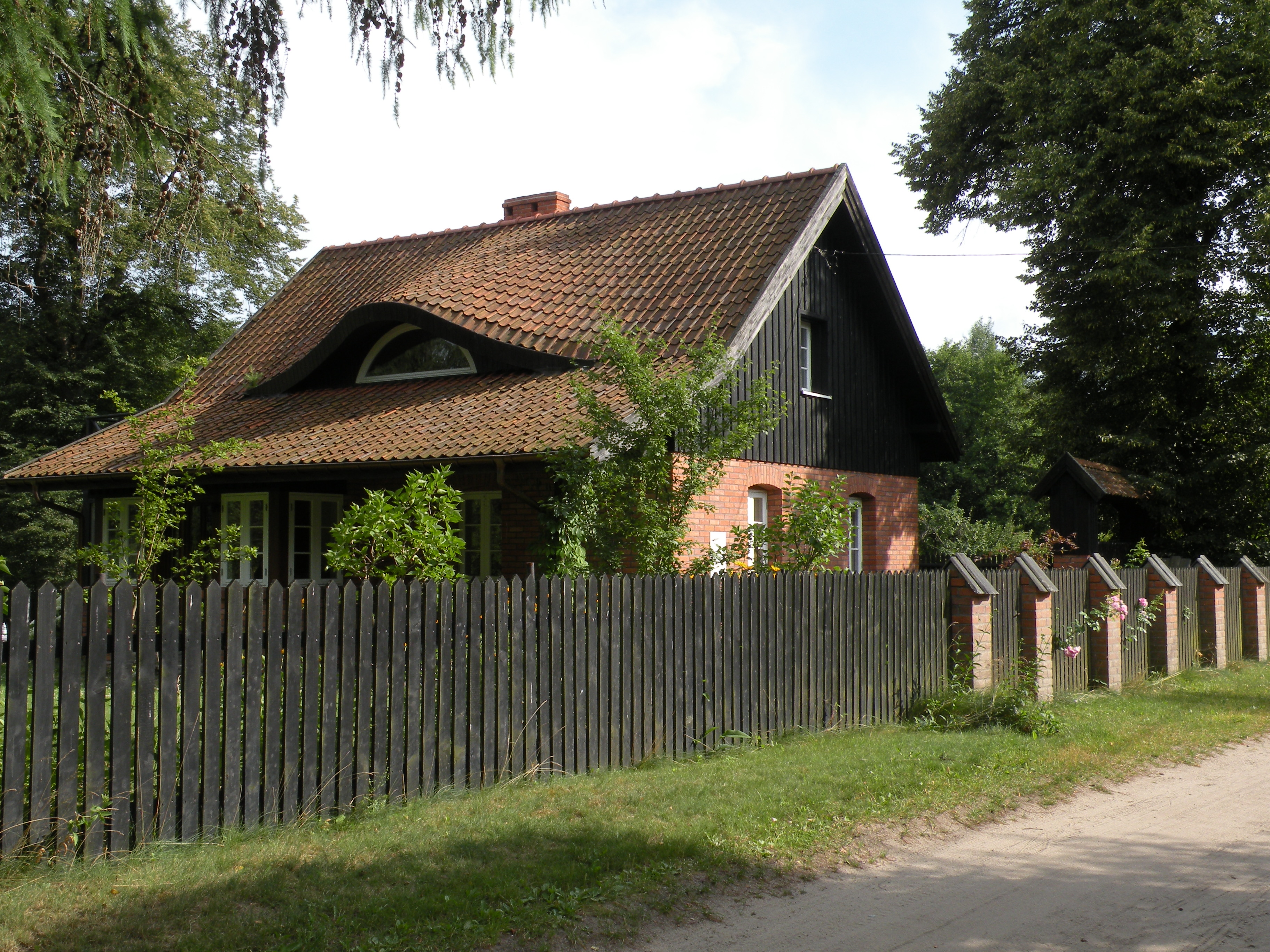
Wohnhaus in Bałdzki Piec

## Geschichte
Baldenofen besteht ursprünglich lediglich aus ein paar kleinen Gehöften. Als Landgemeinde wurde das kleine Dorf dann 1874 in den neu errichteten Amtsbezirk Balden (polnisch Bałdy) im ostpreußischen Kreis Neidenburg eingegliedert. Im Jahre 1910 zählte das Dorf 57 Einwohner.
Am 1. November 1928 schloss sich die Landgemeinde Baldenofen mit dem Gutsbezirk Balden (polnisch Bałdy) zur neuen Landgemeinde Balden zusammen.
Baldenofen wurde 1945 in Kriegsfolge mit dem gesamten südlichen Ostpreußen an Polen überstellt. Das Dorf erhielt die polnische Namensform „Bałdzki Piec“ und ist heute – als Sitz eines Schulzenamtes (polnisch Sołectwo) eine Ortschaft im Verbund der Landgemeinde Purda (Groß Purden) im Powiat Olsztyński (Kreis Allenstein, bis 1998 der Woiwodschaft Olsztyn, seither der Woiwodschaft Ermland-Masuren) zugehörig.

## Kirche

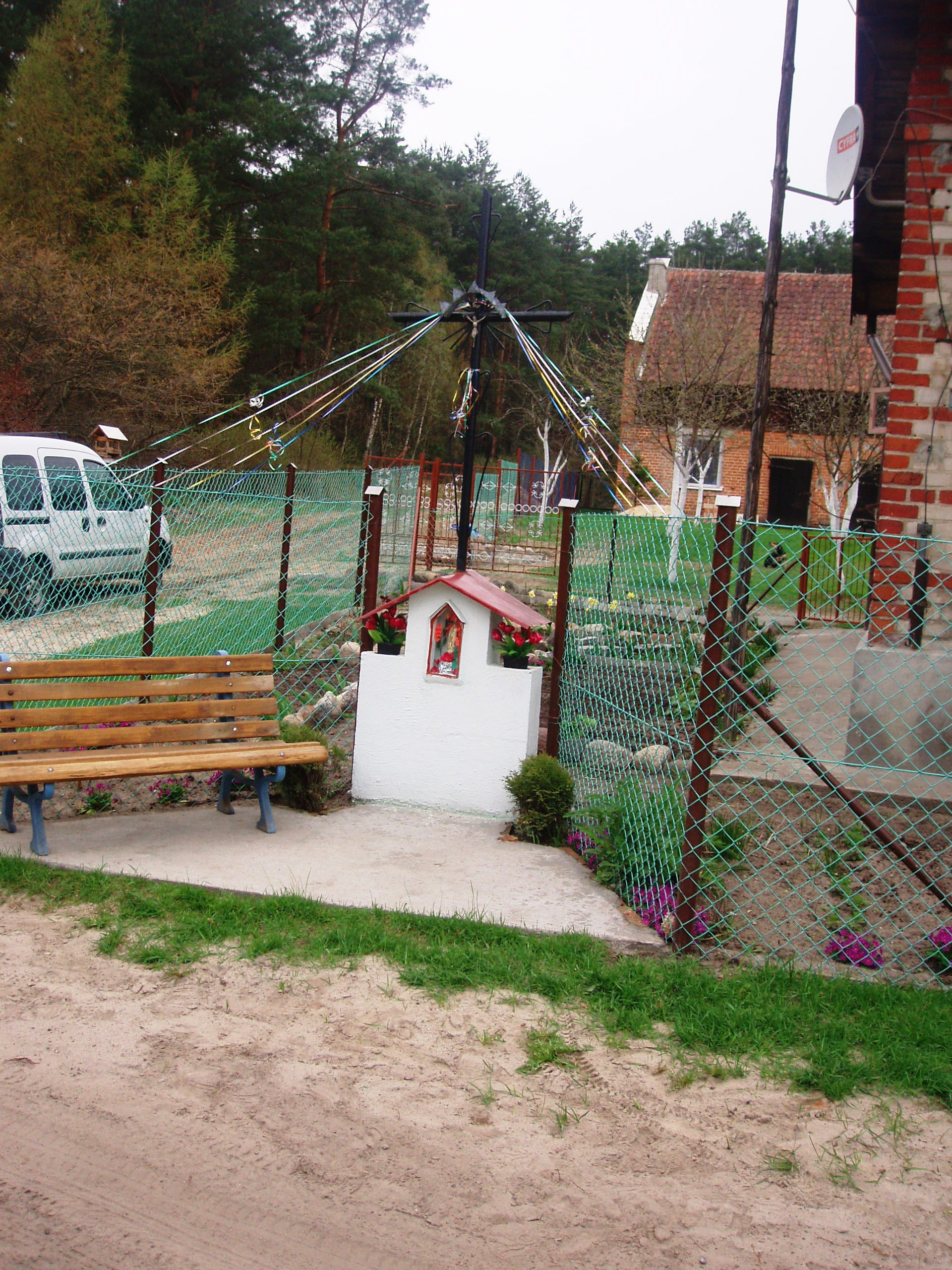
Wegekreuz in Bałdzki Piec

Bis 1945 war Baldenofen in die evangelische Kirche Neu Bartelsdorf in der Kirchenprovinz Ostpreußen der Kirche der Altpreußischen Union, außerdem in die römisch-katholische Kirche Wuttrienen im Bistum Ermland eingepfarrt.
Heute gehört Bałdzki Piec evangelischerseits zur Pfarrei Pasym (Passenheim) mit der Filialgemeinde Jedwabno (1938 bis 1945 Gedwangen) in der Diözese Masuren der Evangelisch-Augsburgischen Kirche in Polen, katholischerseits zur Pfarrei Butryny im Erzbistum Ermland.

## Verkehr
Bałdzki Piec liegt abseits vom Verkehrsgeschehen und ist von Bałdy (Balden) aus auf einem Landweg zu erreichen. Eine Anbindung an den Bahnverkehr besteht nicht.